# Торричелла
Торричелла (итал. Torricella) — коммуна в Италии, располагается в регионе Апулия, в провинции Таранто.
Население составляет 4207 человек (2008 г.), плотность населения составляет 157 чел./км². Занимает площадь 26 км². Почтовый индекс — 74020. Телефонный код — 099.
Покровителями коммуны почитаются Пресвятая Богородица (Madonna delle Grazie) и святой апостол Марк, празднование 25 апреля и 9 августа. 

## Демография
Динамика населения:

## Администрация коммуны
- Официальный сайт: http://www.comune.torricella.ta.it/